# Centruroides huichol
Espèce
Centruroides huichol est une espèce de scorpions de la famille des Buthidae.

## Distribution
Cette espèce est endémique du Nayarit au Mexique. Elle se rencontre vers San Blas.

## Description
Le mâle holotype mesure 38,70 mm, les mâles mesurent de 30,94 à 40,65 mm et les femelles de 33,56 à 44,62 mm.

## Étymologie
Cette espèce est nommée en l'honneur des Huichols.

## Publication originale
- Teruel, Ponce-Saavedra & Quijano-Ravell, 2015 : « Redescription of Centruroides noxius and description of a closely related new species from western Mexico (Scorpiones: Buthidae). » Revista mexicana de biodiversidad, vol. 86, no 4, p. 896–911 (texte intégral).